# Lexias bontouxi
Lexias bontouxi is een vlinder uit de onderfamilie Limenitidinae van de familie Nymphalidae. De wetenschappelijke naam van de soort is, als Euthalia dirtea bontouxi, voor het eerst geldig gepubliceerd in 1924 door Vitalis de Salvaza. Behalve door het Natural History Museum is dit taxon door geen andere auteur als een soort opgevat. Het wordt doorgaans als een ondersoort van Lexias dirtea beschouwd.